# امام مصطفایف
امام داشمیر اوغلو مصطفی‌اف (به ترکی استانبولی: Imam Daşdəmir oğlu Mustafayev) (متولد ۲۵ فوریه ۱۹۱۰؛ درگذشت ۱۰ مارس ۱۹۹۷) سیاستمدار آذربایجانی و اولین دبیرکل حزب کمونیست آذربایجان در آذربایجان شوروی بود. او فرزند روستایی فقیری بود که در روستای شهرستان قاخ آذربایجان به دنیا آمد. در ۱۹۲۸ او از مدرسه صنعتی کشاورزی Zaqatala و از مؤسسه کشاورزی آذربایجان (امروزه به نام دانشگاه اقتصادی ایالتی آذربایجان معروف است) فارغ‌التحصیل شد. از آن زمان او کارهای تحقیقاتی علمی را رهبری می‌کرد. مصطفی‌اف جایزه the Order of Labor Glory Red Banner و Order of the Badge of Honor را برنده شده بود.